# 波哥大毛鼻鯰
波哥大毛鼻鯰，為輻鰭魚綱鯰形目毛鼻鯰科的一種。分布於南美洲哥倫比亞及委內瑞拉淡水流域，體長可達9.4公分。